# Ahascragh
Ahascragh (irl. Áth Eascrach) – wieś w hrabstwie Galway w Irlandii. Leży 11 km na północny zachód od Ballinasloe.